# Szilvásszentmárton
Szilvásszentmárton is een plaats (község) en gemeente in het Hongaarse comitaat Somogy. Szilvásszentmárton telt 233 inwoners (2001).